# ملگار د آریبا
ملگار د آریبا (به اسپانیایی: Melgar de Arriba) یک شهرستان در اسپانیا است که در استان وایادولید واقع شده‌است.